# Ivan Ivanovič Aleksejev
Ivan Ivanovič Aleksejev (rusko Иван Иванович Алексеев), sovjetski general, * 1896, † 1966.

## Življenje
Sprva je bil pomočnik poveljnika 18. in 52. strelske divizije, nato pa je bil med letoma 1934 in 1940 poveljnik Sverdlovske pehotne šole. 
Potem je bil poveljnik 6. strelskega korpusa (1940-41), a je bil med boji ranjen in posledično hospitaliziran. Še istega leta se je vrnil na bojišče kot poveljnik Lubnijske operativne skupine, a je bil nato ujet v boju. Kmalu mu je uspelo pobegniti, a je do leta 1946 ostal v sovjetskem zaporu.
Med letoma 1947 in 1953 je bil vodja vojaško-znanstvenega oddelka na Uralski državni univerzi.